# 그레미우 오자스쿠 아우다스
그레미우 오자스쿠 아우다스 이스포르치 클루비는 아우다스로 많이 불리는 브라질의 축구단으로, 상파울루주 오자스쿠를 연고로 한다.

## 역사
2004년 12월 8일 상파울루주 상파울루 시에서 기업 그루포 팡 지 아수카르에 의해 팡 지 아수카르 EC라는 이름의 구단이 창단되었다. 2007년 4월 7일 자바쿠아라 AC와의 첫 프로 경기를 가졌다. 2008년 캄페오나투 파울리스타 2부 리그에서 우승을 차지하였다.
2011년 7월 17일 구단의 소유주인 팡 지 아수카르는 팬친화적인 정책의 일환으로, 구단명을 아우다스 상파울루 EC로 변경하였으며, 동시에 새로운 앰블럼과 유니폼을 발표하였다. 2013년 9월 22일 구단은 브라데스쿠의 행장이자 그레미우 이스포르치부 오자스쿠의 부회장이었던 마리우 테이셰이라에게 매각되었고, 구단은 오자스쿠로 연고지를 이전하였다. 구단명은 새로운 연고지와 소유주에 맞추어 그레미우 오자스쿠 아우다스라는 이름으로 다시 변경되었다.
이후 아우다스는 뛰어난 활약을 선보이기 시작하였는데, 특히 캄페오나투 파울리스타에서 상파울루 FC와 SC 코린치앙스 파울리스타를 꺾는 이변을 연출한 것이 압권이었다. 체체, 길례르미 카마슈, 브루누 파울루 등의 새로운 스타들을 배출하기도 하였으며, 대회에서는 산투스 FC에게 패하며 우승을 놓쳤다.

## 우승
- 캄페오나투 파울리스타 세군다 지비상
  - 우승 (1회): 2008

## 선수 명단

### 현역
참고: FIFA 자격 규정에 따라 소속된 국가대표팀 국기를 표시합니다. 선수는 복수의 FIFA 비회원국 국적을 가지고 있을 수 있습니다.
| 번호 | 포지션 | 국적 | 이름            |
| ---- | ------ | ---- | --------------- |
| -    | MF     |      | 다니엘지뉴      |
| -    | MF     |      | 가브리엘 레이테 |

| 번호 | 포지션 | 국적 | 이름              |
| ---- | ------ | ---- | ----------------- |
| -    | MF     |      | 레오 세레하       |
| -    | FW     |      | 마커스 비니시우스 |

## 역대 감독
| 감독                   | 임기 |
| ---------------------- | ---- |
| 안토니우 카를루스 사구 | 2012 |